# Gérard de Namur
Gérard de Namur, né à Namur à une date inconnue et mort en 1155 à Rome, est un clerc formé à l’abbaye de Lobbes. Devenu chanoine de la cathédrale de Liège, il est élevé au cardinalat par le pape cistercien Eugène III, sans doute le 21 février 1152, avec le titre de cardinal-diacre de Sainte-Marie in Via lata (Rome). 
Envoyé par Anastase IV comme légat pontifical auprès de Frédéric Barberousse en 1154, sa mission devient impossible lorsque, en décembre 1154, Adrien IV est élu pape, le caractère entier du pape anglais ne permettant aucun compromis. Gérard de Namur meurt, probablement à Rome, en 1155.